# Juan de Baden-Hachberg
Juan de Baden-Hachberg (m. en 1409) fue margrave de Baden-Hachberg de 1386 a 1409 juntamente con su hermano Hesso. Era hijo de Enrique IV de Baden-Hachberg y de Ana de Üsenberg. Después de que muriera su hermano mayor, Otón I, en la batalla de Sempach de 1386, Juan y Hesso se dividieron la soberanía de Baden-Hachberg. Juan de Baden-Hachberg no se casó ni tuvo descendencia masculina que lo sucediera.